# Vindön och Töllås
Vindön och Töllås – miejscowość (tätort) w Szwecji, w regionie administracyjnym (län) Västra Götaland, w gminie Orust.
Według danych Szwedzkiego Urzędu Statystycznego liczba ludności wyniosła: 219 (31 grudnia 2015), 210 (31 grudnia 2018) i 210 (31 grudnia 2019).